# Mezinárodní unie pro čistou a užitou chemii
Mezinárodní unie pro čistou a užitou chemii (anglicky International Union of Pure and Applied Chemistry, zkráceně IUPAC), je organizace zabývající se chemickým násvoslovím (názvy chemických prvků, názvy anorganických, organických sloučenin a polymerů) a chemickou terminologií (názvy chemických metod, pojmů a jevů). Názvy IUPAC jsou po celém světě přijímány jako oficiální názvy v obchodě (výstavy, zahraniční obchod), v legislativě (různé zákony týkající se chemie, životního prostředí a klasifikace toxických a zdraví škodlivých látek), pro chemické názvy účinných látek v léčivech a licencích, atd. Všude tam, kde by chybný název chemické látky mohl způsobit škodu, spor, záměnu. Všechny názvoslovné dokumenty IUPAC jsou vydávány v anglickém jazyce. Unie IUPAC je nejvýše uznávanou mezinárodní autoritou v oboru chemického názvosloví.